# Jean Dujardin
Jean Edmond Dujardin (Rueil-Malmaison, 19 de junio de 1972), más conocido como Jean Dujardin, es un actor francés, ganador de los premios Óscar, Globos de Oro, BAFTA y Sindicato de Actores.
Diplomado en Filosofía y Artes Plásticas, trabajó de cerrajero hasta que fue al servicio militar, donde escribió sus primeros sketches.
Jean Dujardin ha participado en la serie Un gars, une fille junto a su mujer. También estuvo nominado, en 2007, al Premio César por su papel en OSS 117: le Caire, nid d'espions. Su vida cambió cuando el director francés Michel Hazanavicius confió en él para protagonizar The Artist (2011), al lado de la actriz franco-argentina Bérénice Bejo. Por este papel ganó el premio a mejor actor en el Festival de Cannes y a mejor actor principal en comedia o musical en los Globos de Oro; así como el Premio Óscar y el Premio del Sindicato de Actores.

## Primeros años
Jean Dujardin nació el 19 de junio de 1972 en Rueil-Malmaison, Altos del Sena, Isla de Francia, donde vivió su infancia con su familia. Después de terminar sus estudios y lograr obtener un nivel A3 en Filosofía y Artes visuales, trabajó como cerrajero con su padre Jacqes Dujardin, y más tarde prestó el servicio militar, y es precisamente allí donde descubrió su talento para la comedia y la actuación.

## Carrera

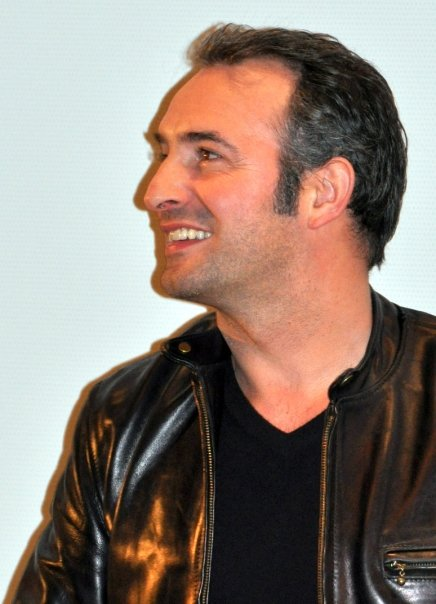
Jean Dujardin en 2008

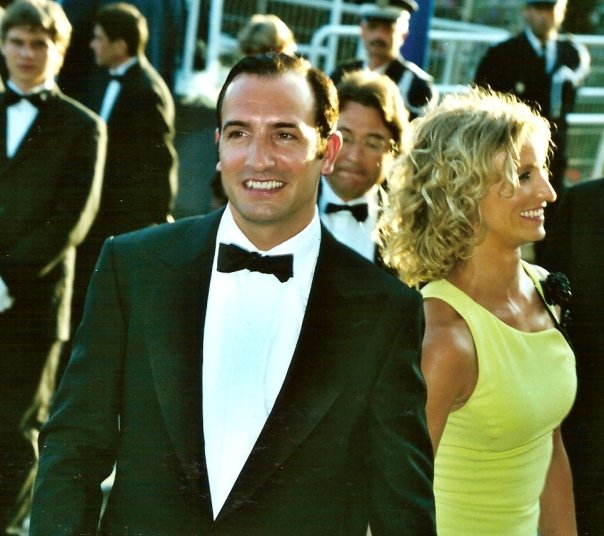
Jean Dujardin y su esposa Alexandra Lamy en el Festival de Cannes 2005.

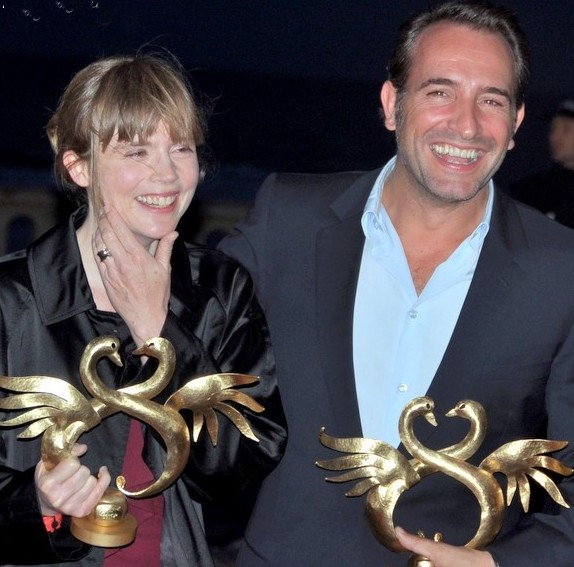
Jean Dujardin junto a Isabelle Carré, ganadores ambos del cisne de oro en el festival de cine de Cabourg en 2011.

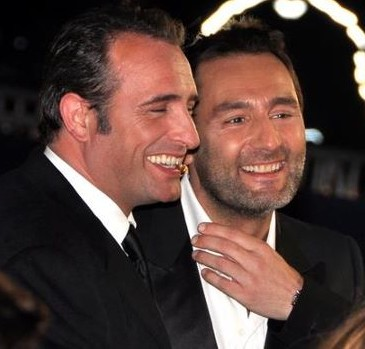
Jean Dujardin junto a Gilles Lellouche en los Premios César 2012.

Dujardin comenzó su carrera como actor realizando presentaciones en varios bares y cabarets de París. La primera vez que llamó públicamente la atención, fue cuando apareció en el show de talento francés Graines de star, en 1996, como integrante del grupo Nous C Nous, que fue formado por él mismo y los miembros del Carré Blanc teatro.
Desde 1999-2003, Dujardin protagonizó la serie de televisión "Un gars une fille", donde trabajó junto a la que se convertiría en su futura esposa, Alexandra Lamy, antes de comenzar su carrera en el cine. Los dos actores interpretaban a los miembros de una pareja, Jean y Alexandra (se decidió que llevaran sus mismos nombres), alias Loulou (él) y Chouchou (ella). En cada episodio de menos de diez minutos de duración se enfrentaban a diversas situaciones de la vida cotidiana. Con esta serie obtuvieron gran reconocimiento en Francia.
En 2005, interpretó a un surfista en la popular comedia "Brice de Nice"; participó también en su banda sonora.
En 2006, Dujardin interpretó el papel de un agente secreto racista y sexista, Hubert Bonisseur de La Bath, en la comedia "OSS 117: El Cairo, nido de espías", un papel que le valió un Premio D'Etoile O y una nominación al Premio César al Mejor Actor. El éxito de la película dio lugar a una secuela, OSS 117: Perdido en Río de Janeiro (en el año 2007, dirigida por Jan Kounen). En 2006, se aventuró con el teatro por primera vez, interpretando junto a Alexandra Lamy la obra de William Gibson "Deux sur la balançoire". En 2007 interpretó varios de sus grandes papeles hasta el momento: el de un padre torturado y policía cuya hija es asesinada en la película de Franck Mancuso "Contre-enquête"; en la película 99F (99 francs), una parodia existencial muy exitosa de un ejecutivo de publicidad, una adaptación del best-seller del mismo nombre escrito por Frédéric Beigbeder; y en la serie de televisión Palizzi donde también era realizador.
En 2009, apareció en la película Un homme et son chien, junto a Jean-Paul Belmondo, con el que ha sido comparado varias veces. También encarnó a Lucky Luke en la película del mismo nombre de James Huth, junto a Alexandra Lamy, Sylvie Testud, Michaël Youn y Daniel Prevost. El film recibió una gran acogida de público, pero no tanto de crítica. En 2010, protagonizó junto a Albert Dupontel, "Le Bruit des glaçons", una comedia de humor negro escrita y dirigida por Bertrand Blier. En el mismo año, apareció en "Pequeñas mentiras sin importancia" de Guillaume Canet, con un personaje que aparece muy poco pero que marca la intriga de la historia.

### 2011-2012
En 2011, interpretó el papel de la estrella de cine George Valentin en la película muda El artista, dirigida por Michel Hazanavicius. La película se estrenó en el Festival de Cine de Cannes 2011, donde recibió el Premio al Mejor Actor. Su actuación obtuvo la aclamación de la crítica y recibió numerosas nominaciones, incluyendo el premio de la Broadcast Film Critics Association por Mejor Actor y el Screen Actors Guild al Mejor Actor. El 15 de enero de 2012, Dujardin ganó un Globo de Oro al Mejor Actor - Musical o Comedia Cinematográfica. El 24 de enero de 2012, Dujardin recibió una nominación para el premio de la Academia al Mejor Actor. Más tarde pasó a ganar el Screen Actors Guild como Mejor Actor, el premio BAFTA al Mejor Actor, y el Premio de la Academia al Mejor Actor. También fue nominado para el premio César del mejor actor, pero este lo ganó el actor Omar Sy por su papel en la película Intocable. Jean Dujardin es el cuarto actor francés en ser nominado a un Óscar y el primero en ganar la categoría como Mejor Actor.
En verano de 2012, se anuncia su participación en la próxima película de Martin Scorsese El lobo de Wall Street, en la que compartiría cartel con Leonardo Di Caprio.

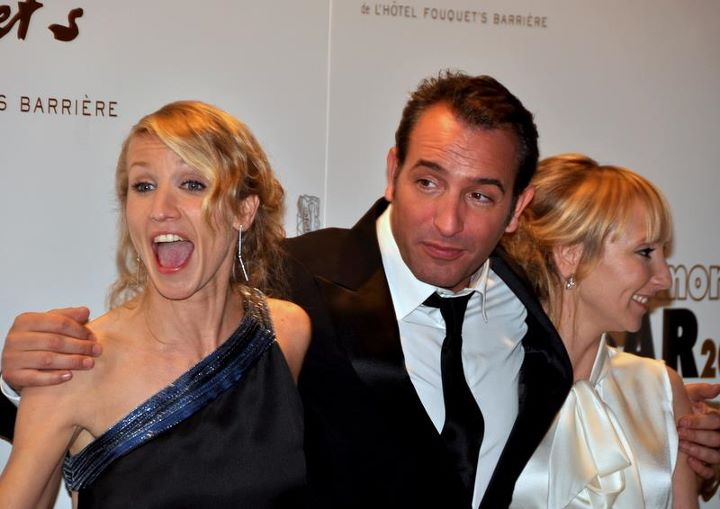
Jean Dujardin, Alexandra Lamy y su hermana Audrey Lamy en los Premios César 2012.

## Filantropía
En 2009, Jean se convierte junto con Marc Lièvremont, un exjugador de rugby francés, en patrocinadores de la Fundación movimiento de aldeas infantiles, una fundación dedicada a la educación y protección de niños o adolescentes en riesgo, ya sea por maltrato, falta de educación, mala crianza, o pobreza.

## Vida privada
Jean estuvo casado con Alexandra Lamy, con quien se casó el 25 de julio del 2009 en Anduze, Gard.
Tiene dos hijos fruto de su anterior relación con Gaëlle Demars (Simon nacido en 1995 y Jules nacido en 1998). Actualmente se encuentra en pareja con la patinadora francesa Nathalie Péchalat.

## Televisión
- 1996-1999: Carré Blanc / Nous C Nous.
- 1997-1998: Farce attaque.
- 1999-2003: Un gars, une fille.
- 2007: Palizzi.
- 2024: Zorro.

## Cine
- 2003: Toutes les filles sont folles.
- 2003: Bienvenue chez les Rozes.
- 2003: Les clefs de bagnole.
- 2004: Le convoyeur.
- 2004: Mariages.
- 2004: Les Dalton.
- 2004: Rien de grave (cortometraje).
- 2005: La Vie de Michel Muller est plus belle que la vôtre.
- 2005: Brice de Nice.
- 2005: L'amour aux trousses.
- 2005: Il ne faut jurer de rien!.
- 2006: OSS 117: Le Caire, nid d'espions.
- 2007: Hellphone.
- 2007: Contre-enquête.
- 2007: 99 francs.
- 2008: Cash
- 2009: Un homme et son chien.
- 2009: OSS 117: Rio ne répond plus.
- 2009: Lucky Luke.
- 2010: Les petits mouchoirs.
- 2010: Le bruit des glaçons.
- 2010: Un balcon sur la mer.
- 2011: The Artist.
- 2012: Les Infidèles.
- 2013: Möbius.
- 2013: El lobo de Wall Street.
- 2014: The Monuments Men.
- 2014: La French.
- 2015: Un plus une.
- 2016: Un homme à la hauteur (Up for Love)
- 2017: Chacun sa vie de Claude Lelouch
- 2018: Le Retour du Héros.
- 2019: El oficial y el espía.
- 2022: Novembre

## Teatro
- 2006: Deux sur la balançoire de William Gibson, dirigido por Bernard Murat. Théâtre Édouard VII, París.

## Vídeos musicales
- 2005: Le Casse de Brice, dirigido por J.G. Biggs.

## Premios y distinciones
Premios Óscar
| Año  | Categoría   | Trabajo nominado | Resultado |
| ---- | ----------- | ---------------- | --------- |
| 2012 | Mejor Actor | The Artist       | Ganador   |

Globos de Oro
| Año  | Categoría                       | Trabajo nominado | Resultado |
| ---- | ------------------------------- | ---------------- | --------- |
| 2012 | Mejor Actor - Comedia o musical | The Artist       | Ganador   |

Premios BAFTA
| Año  | Categoría   | Trabajo nominado | Resultado |
| ---- | ----------- | ---------------- | --------- |
| 2011 | Mejor Actor | The Artist       | Ganador   |

Premios del Sindicato de Actores
| Año  | Categoría     | Trabajo nominado | Resultado |
| ---- | ------------- | ---------------- | --------- |
| 2011 | Mejor Reparto | The Artist       | Nominado  |
| 2011 | Mejor Actor   | The Artist       | Ganador   |

Festival Internacional de Cine de Cannes
| Año  | Categoría   | Trabajo nominado | Resultado |
| ---- | ----------- | ---------------- | --------- |
| 2011 | Mejor Actor | The Artist       | Ganador   |